# Dio, come ti amo

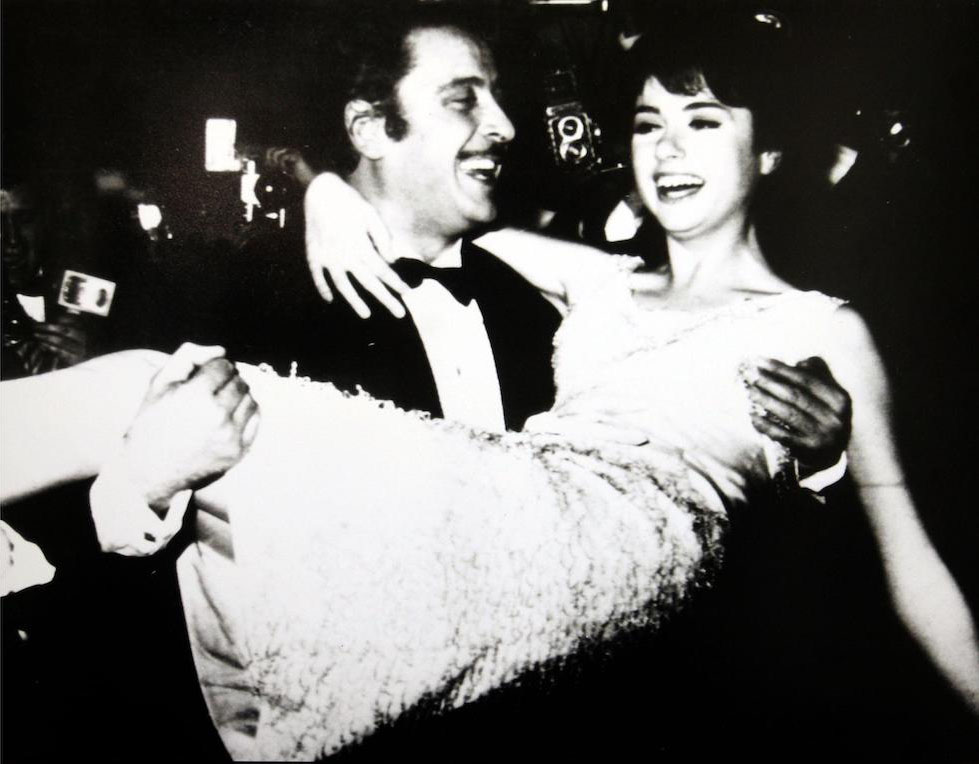
Domenico Modugno et Gigliola Cinquetti fêtant leur victoire au Festival de Sanremo de 1966.

Dio, come ti amo (traduction littérale française : « Dieu, comme je t'aime » est la chanson qui a remporté le Festival de San Remo de 1966. La chanson a été présentée au Festival en double interprétation par Domenico Modugno, qui en est aussi l'auteur, et Gigliola Cinquetti.

## Histoire
La chanson a été première au hit parade en Italie  pendant une semaine.
La face « B »  des deux singles contenait Io di più (Modugno) et Vuoi (Cinquetti).
Domenico Modugno a présenté cette chanson au Concours Eurovision de la Chanson 1966, mais a terminé dernier avec 0 points.
Il a aussi enregistré des versions en anglais, français, espagnol et allemand.
La chanson a eu une transposition cinématographique , le musicarello Dio, come ti amo! , réalisée par Miguel Iglesias, comme acteurs, en plus de Cinquetti, Carlo Croccolo, Carlo Taranto, Raimondo Vianello et Nino Taranto.